# Nikdy neříkej nikdy (film, 2023)
Nikdy neříkej nikdy (slovensky Nikdy nehovor nikdy) je slovensko-česká romantická komedie režiséra a scenáristy Braňa Mišíka z roku 2023.

## Synopse
Hlavní hrdinové Naďa a Petr se se svými partnery právě rozvádějí; Petrova manželka je lékařkou, působící na misích v Africe a jejich vztah trpí dlouhým odloučením; Nadin muž si potrpí na zálety. Nadin a Petrův vůz do sebe nejprve lehce vrazí a díky této kolizi do sebe začnou protagonisté narážet i dále v životě. Jejich rozvíjející se vztah se čím dál, tím víc podobá bláznivé jízdě dvou neúplných rodin, představující výzvu pro ně, i pro jejich blízké…

## Postavy
| Tereza Kostková | Naďa          |
| Tomáš Maštalír  | Petr          |
| Lenka Krobotová |               |
| Marek Majeský   |               |
| Hana Holišová   | máma Berenika |
| Ondřej Sokol    |               |
| Erika Stárková  | jóginka       |

## Recenze
- Kateřina Farná, Právo  65 %[1]